# Терра (видавництво)
«Те́рра», Терра-Книжный клуб — російський видавничо-поліграфічний холдинг. Заснований 29 грудня 1989 як Видавничий центр «Терра».
2008 року до складу холдингу, окрім інших підприємств, що не спеціалізуються на видавничо-поліграфічному бізнесі, входили видавництва «Видавництво Терра» і «Терра — Книжковий клуб», холдинг був співвласником видавництва «Северо-Запад» (Санкт-Петербург) і Ярославського поліграфічного комбінату.
Найбільші проекти:
- репринтні видання Енциклопедичного словника Брокгауза та Єфрона у 86 томах (1990—1991)
- Єврейської енциклопедії у 16 томах (1991);
- повне зібрання творів Л. М. Толстого у 90 томах (1991);
- російська версія Дитячої енциклопедії Ларус у 20 томах (1995);
- Народна бібліотека зібрань творів (1998—2005);
- перший в Росії масовий Книжковий клуб (1996);
- Клуб любителів колекційної книги «Монплезір» (2000);
- Велика енциклопедія «Терра»[ru] у 62 томах (2006) з подальшим випуском Щорічників, у яких подається нова інформація, що не ввійшла в основне видання (2008 вийшли «Щорічник 2007» і «Часопис 2007»);
- Народна бібліотека «Огонька» — зібрання творів класиків світової літератури — спільно з Поштою Росії та журналом «Огонёк» (2006);
- спілка шанувальників високохудожньої книги Книжковий клуб «Марлі» (2007);
- енциклопедії «Революция и Гражданская война в России 1917—1923 гг.» у 4 томах та «Фашизм и антифашизм» у 2 томах (2008).
- «Популярна енциклопедія у 20 томах» (2009).
- «Енциклопедія живопису в 15 томах» (2010).

У серпні 2008 року за підготовку й видання «Великої енциклопедії Терра» у 62 томах головному редактору енциклопедичних видань С. Кондратову було присуджено премію міста Москви 2008 року в галузі літератури й мистецтва у номінації «Просвітницька діяльність».